# یغیشه پاهلاوونی
یغیشه پاهلاوونی (ارمنی: Եղիշե Պահլավունի؛ زادهٔ ۱ اوت ۱۸۸۴ - درگذشته ۳ فوریهٔ ۱۹۶۱) یک فرد نظامی و فدایی اهل ارمنستان بود.

## زندگی‌نامه
وی در ۱ اوت ۱۸۸۴ در ایغدیر به دنیا آمد وی عضو فدراسیون انقلابی ارمنی بود. وی در ۳ فوریهٔ ۱۹۶۱ در سن ۷۶ سالگی در تهران درگذشت و در گورستان دولاب به خاک سپرده شد.

## یادداشت
1. ↑  Նվարդ Պահլավունի (Մալենցյան)
2. ↑  Սանդիկ Պահլավունի, Սեդա Պահլավունի, Նորայր Պահլավունի, Ռուբինա Պահլավունի
3. ↑  Բաքվի հայոց զորային 20-րդ գումարտակի հրամանատար
4. ↑  Մկրտիչ Պահլավունի /Ծովինար Պահլավունի (Կամսարական)